# Clémence Poésy
Clémence Poésy (født Clémence Guichard 30. oktober 1982 i L'Haÿ-les-Roses) er en fransk skuespiller og model, som bl.a. er kendt for at spille rollen som Fleur Delacour i filmatiseringen af bøgerne om Harry Potter.

## Biografi

### Barndom og uddannelse
Hendes mor er fransklærer og hendes far er chef for et teaterensemble. Clémence Poésy optrådte første gang på en scene som 14-årig.
Hun gik i grundskole i Meudon. Hendes scenenavn, Poésy, er hendes mors pigenavn. Hendes søster Maëlle er også skuespiller og teaterinstruktør.

### Privatliv
I 2016, fødte hun en dreng Liam. Den 30. september 2019 bekendtgjorde hun sin anden graviditet.

## Filmografi
- Un homme en colère (1994)
- Les monos (2000)
- Petite sœur (2001)
- Tania Boréalis ou L'étoile d'un été (2001)
- Vanity Fair (2004)
- Olgas Sommer (2002)
- Carnets d'ados - La vie quand même (2003)
- Bienvenue chez les Rozes (2003)
- Gunpowder, Treason & Plot (2004)
- Revelations (2005)
- Harry Potter og Flammernes Pokal (2005)
- Les Amants du Flore (2006)
- Le Grand Meaulnes (2006)
- War and Peace (2007)
- Sans moi (2007)
- Le Dernier gang (2007)
- Blanche (2008)
- In Bruges (2008)
- La Troisième partie du monde (2008)
- Heartless (2009)
- Lullaby for Pi (2009)
- Une pièce montée (2009)
- Gossip Girl sæson 4 (2010)
- 127 Hours (2010)
- Harry Potter og Dødsregalierne - del 1 (2010)
- Harry Potter og Dødsregalierne - del 2 (2011)
- Mr. Morgan's last love (2013)
- Tenet (2020)